# Kašubština

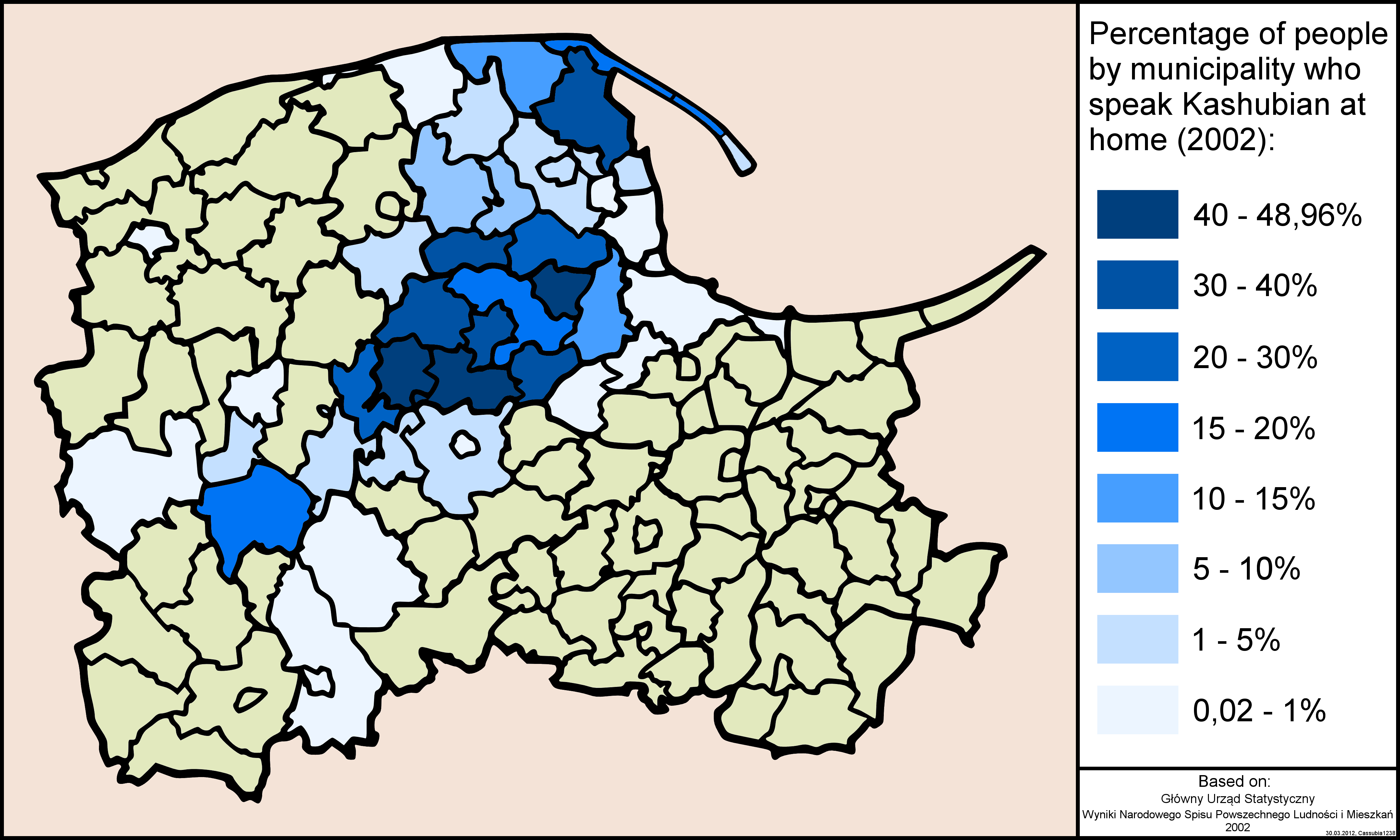
Rozšíření kašubštiny v Pomořském vojvodství, 2002

Kašubština je západoslovanský jazyk podobný vymřelé polabštině a polštině, za jejíž dialekt se někdy považuje. Hovoří jí Kašubové kolem Gdaňsku (kašubsky Gduńsk), v tzv. Kašubsku (kašubsky Kaszëbë či Kaszëbskô) – cca 88 tisíc osob.
Má velmi složitý systém samohlásek. Naopak sykavky (S, Z, C, DZ) má jednodušší. Původně obsahovala i Ř, ale pod vlivem polštiny se výslovnost této hlásky mění. Roku 2003 byl kašubštině přidělen mezinárodní kód podle normy ISO 639-2 – csb.

## Historie
Už v roce 1402 se objevily kašubské glosy v Dutkach ziemskych. Nejstarší tištěnou kašubskou knihou jsou Duchovní písně Martina Luthera (Duchowne piesnie D. Marcina Luthera y ynszich naboznich męzow) z roku 1586. V roce 1643 vyšel kašubský překlad Malého Katechismu Michałem Mostnikem (Mały Catechism D. Marciná Lutherá). Kašubské výrazy se objevují v pracích německého sorabisty Karla Gottloba von Antona (1751–1818).
Za zakladatele kašubské literatury se považuje lékař Florian Ceynowa (1817–1881). Ten se snažil vyvrátit představu, že Kašubové jsou pouze Poláci žijící na (tehdy) německém území. Sepsal mj. první kašubskou mluvnici (1879) a vydával i kašubský časopis. Významným básníkem té doby je Hieronim (Jarosz) Derdowski, autor eposu O panu Čorlinském (O Panu Czorlińścim co do Pucka po sece jachoł) z roku 1880. Bernard Sychta byl kašubský jazykovědec a etnograf.
Na jaře 2004 byla založena také kašubská Wikipedie. V kašubštině vycházejí noviny. Kašubistika je filologický obor, který se zabývá literaturou a jazykem Kašubů. Kašubština je také zavedena v několika kostelích jako liturgický jazyk.

## Abeceda
Kašubská abeceda obsahuje následujících 34 písmen:
| A | Ą | Ã | B | C | D | E | É | Ë | F | G | H | I | J | K | L | Ł | M | N | Ń | O | Ò | Ó | Ô | P | R | S | T | U | Ù | W | Y | Z | Ż |
| a | ą | ã | b | c | d | e | é | ë | f | g | h | i | j | k | l | ł | m | n | ń | o | ò | ó | ô | p | r | s | t | u | ù | w | y | z | ż |

| Počet osob deklarujících kašubštinu jako doma užívaný jazyk (všechny barvy v pruhu), z toho ti, deklarující ji jako jediný domácí jazyk (červeně) či jeden z mnoha (stříbrně) v tisících | Počet osob deklarujících kašubštinu jako doma užívaný jazyk (všechny barvy v pruhu), z toho ti, deklarující ji jako jediný domácí jazyk (červeně) či jeden z mnoha (stříbrně) v tisících | Počet osob deklarujících kašubštinu jako doma užívaný jazyk (všechny barvy v pruhu), z toho ti, deklarující ji jako jediný domácí jazyk (červeně) či jeden z mnoha (stříbrně) v tisících | Počet osob deklarujících kašubštinu jako doma užívaný jazyk (všechny barvy v pruhu), z toho ti, deklarující ji jako jediný domácí jazyk (červeně) či jeden z mnoha (stříbrně) v tisících | Počet osob deklarujících kašubštinu jako doma užívaný jazyk (všechny barvy v pruhu), z toho ti, deklarující ji jako jediný domácí jazyk (červeně) či jeden z mnoha (stříbrně) v tisících |
| --- | --- | --- | --- | --- |
| | | | | |
| 2021 | 2021 | | 87,6 (1,7) | 87,6 (1,7) |
| 2011 | 2011 | | 108,1 (3,8) | 108,1 (3,8) |
| 2002 | 2002 | | 56,6 | 56,6 |

Jedná se o standardní anglickou latinku o 23 písmenech (bez q, v, x), ke které je přidáno následujících 11 grafémů s osmi různými diakritickými znaménky, s výjimkou ó a é odlišných od české abecedy:
- s ocáskem (ogonek) ą
- s přeškrtnutím (kreską ukośną) ł
- s čárkou (kreską) é, ń, ó
- s tečkou (kropką) ż
- s gravem ò, ù
- s dvojtečkou ë
- s vlnovkou ã
- se stříškou ô

Na rozdíl od polské abecedy obsahuje písmena ã, ë, ò, ô, ù a naopak neobsahuje písmena ć, ę, ś, ź. Níže se nachází tabulka porovnávající slezskou, polskou a kašubskou abecedu.
| Slezština  | a |   | ã | b | c | ć | d | e |   |   |   | f | g | h | i | j | k | l | ł | m | n | ń | o | ŏ | ō |   |   | ô | õ | p | r | s | ś | t | u |   | w | y | z | ź | ż |
| Polština   | a | ą |   | b | c | ć | d | e | ę |   |   | f | g | h | i | j | k | l | ł | m | n | ń | o |   |   |   | ó |   |   | p | r | s | ś | t | u |   | w | y | z | ź | ż |
| Kašubština | a | ą | ã | b | c |   | d | e |   | é | ë | f | g | h | i | j | k | l | ł | m | n | ń | o |   |   | ò | ó | ô |   | p | r | s |   | t | u | ù | w | y | z |   | ż |

## Čtení v kašubštině
Výslovnost zvláštních znaků:
- ã – nosové a.

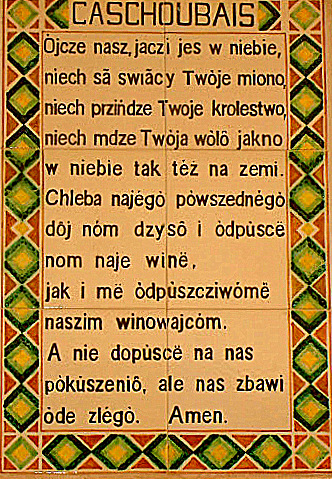
Otčenáš v kašubštině, kostel Pater noster, Jeruzalém

- é – přibližně “yj”. Ypsilonem se přitom chápe polské y.
- ë – ə, pro odborníky šva, prostě neurčitý temný zvuk jako v anglické thE house.
- ò – ue, nebo po anglicku we.
- ô – podle dialektu je to O nebo se zabarvením do e.
- ù – wu (w opět chápáno anglicky)

## Příklady

### Obce
| čeština | kašubština | polština | angličtina |
| ------- | ---------- | -------- | ---------- |
| Gdyně   | Gdyniô     | Gdynia   | Gdynia     |
| Gdaňsk  | Gduńsk     | Gdańsk   | Gdansk     |
| Sopoty  | Sopòt      | Sopot    | Sopot      |

### Číslovky
| Kašubsky | Česky |
| jeden    | jeden |
| dwa      | dva   |
| trzë     | tři   |
| sztërë   | čtyři |
| piãc     | pět   |
| szesc    | šest  |
| sétmë    | sedm  |
| òsmë     | osm   |
| dziewiãc | devět |
| dzesãc   | deset |

### Otče náš
Òjcze nasz, jaczi jes w niebie,

niech sã swiãcy Twòje miono,

niech przińdze Twòje królestwò,

niech mdze Twòja wòlô

jakno w niebie tak téż na zemi.

Chleba najégò pòwszednégò dôj nóm dzysô

i òdpùscë nóm naje winë,

jak i më òdpùszcziwómë naszim winowajcóm.

A nie dopùscë na nas pòkùszeniô,

ale nas zbawi òde złégò. Amen.

### Všeobecná deklarace lidských práv
| kašubsky | Wszëtczi lëdze rodzą sã wòlny ë równy w swòji czëstnoce ë swòjich prawach. Mają òni dostóne rozëm ë sëmienié ë nôlégô jima pòstãpòwac wobec drëdzich w dëchù bracënotë. |
| česky    | Všichni lidé se rodí svobodní a sobě rovní co do důstojnosti a práv. Jsou nadáni rozumem a svědomím a mají spolu jednat v duchu bratrství.                              |

## Galerie

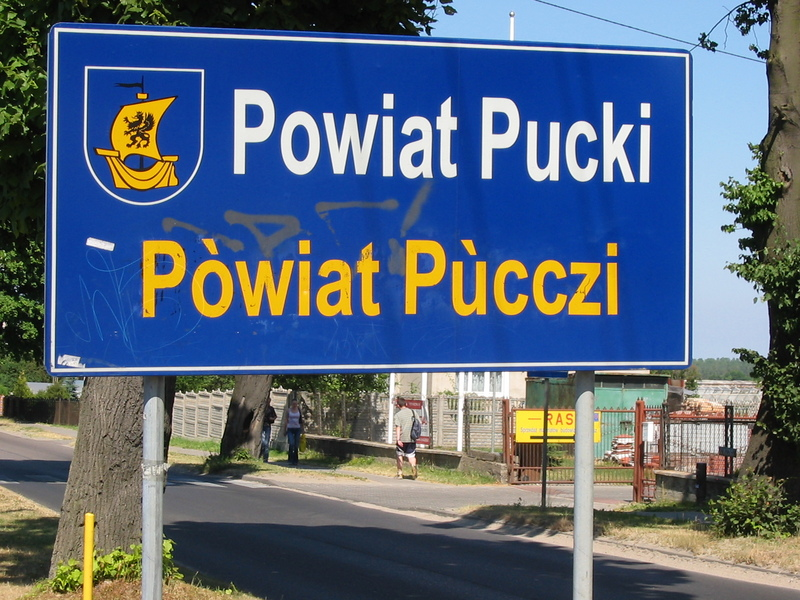
Dvojjazyčné označení okresu Puck
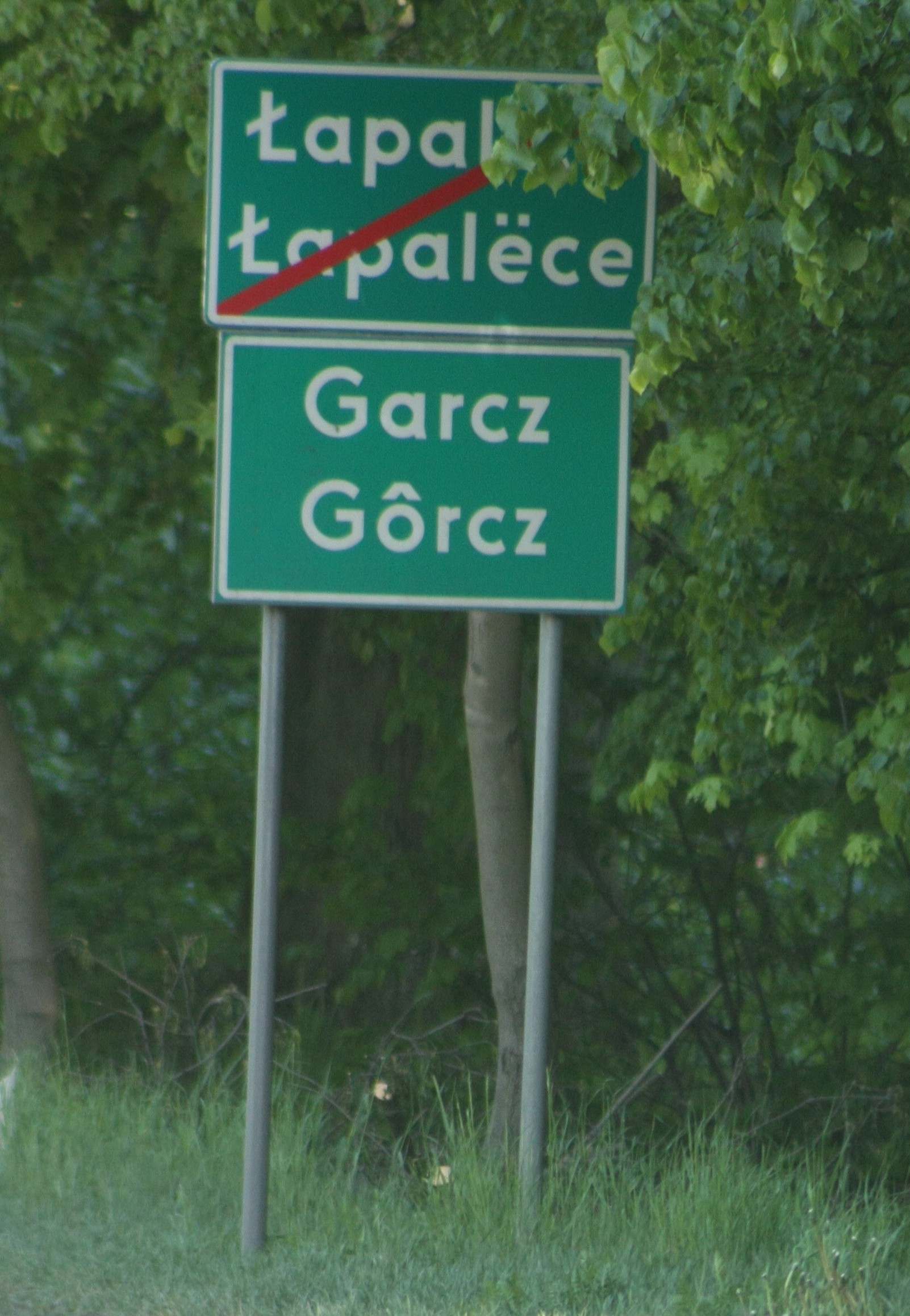
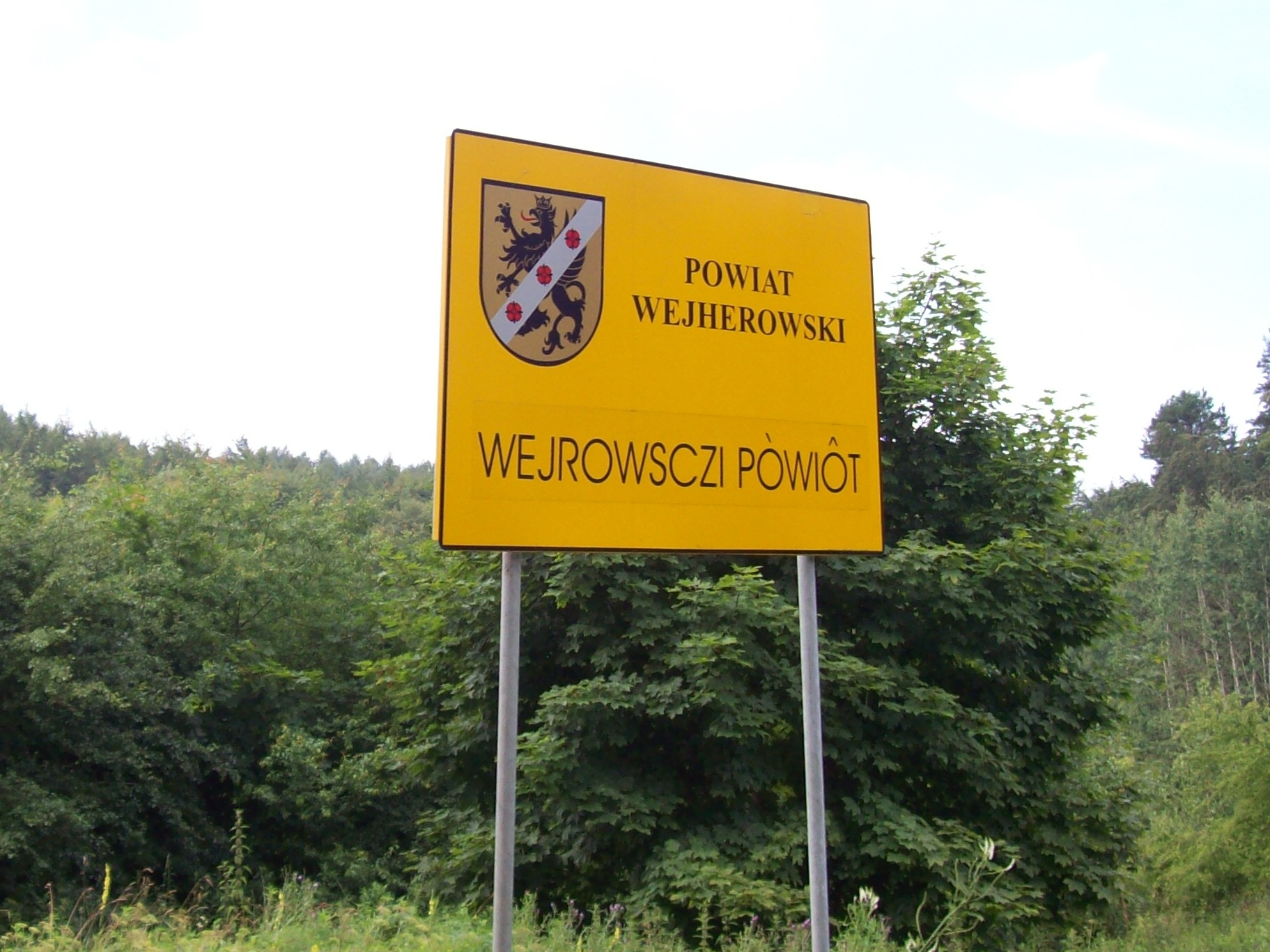
Dvojjazyčné označení okresu Wejherowo
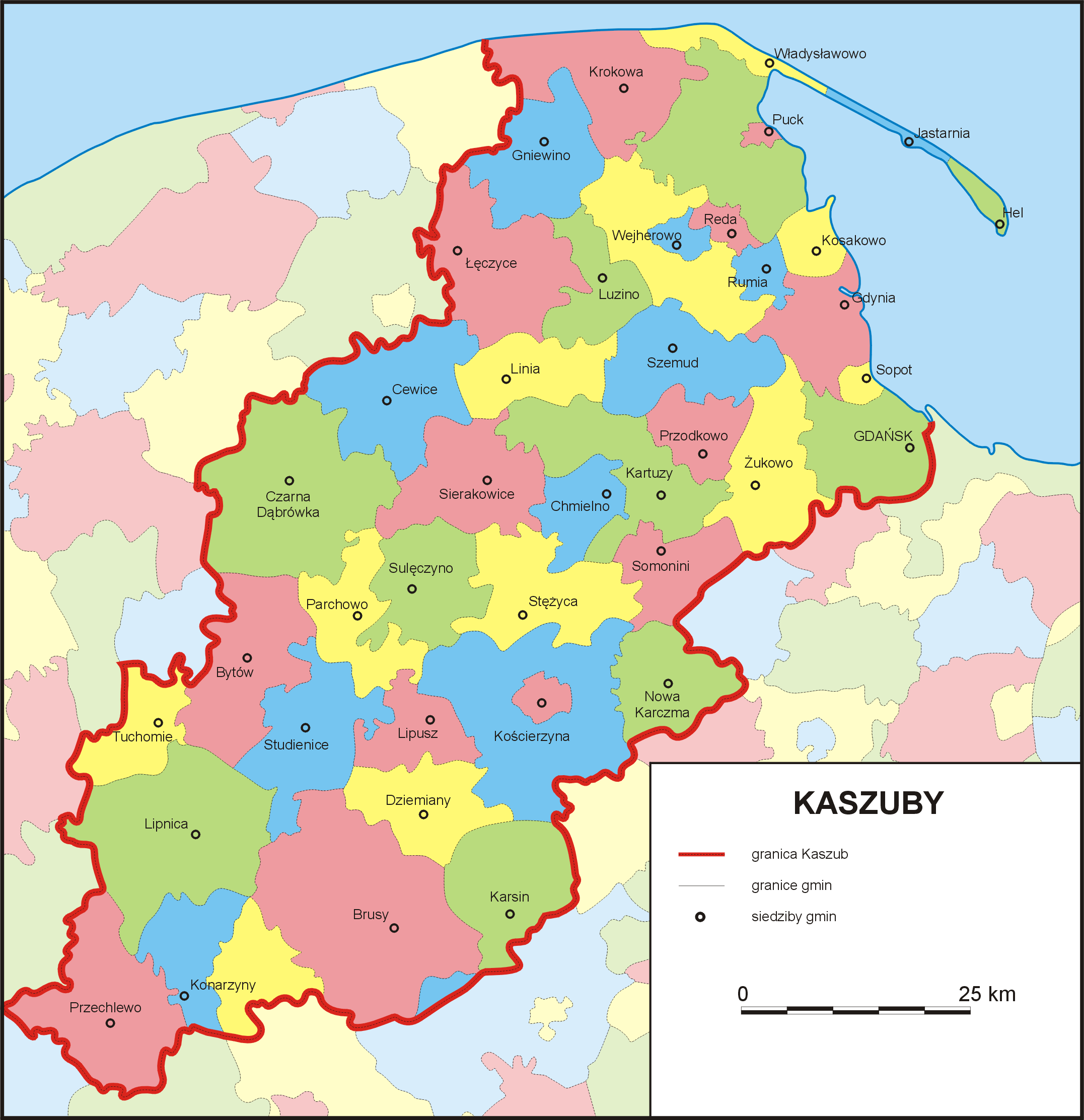
Mapa Kašubska
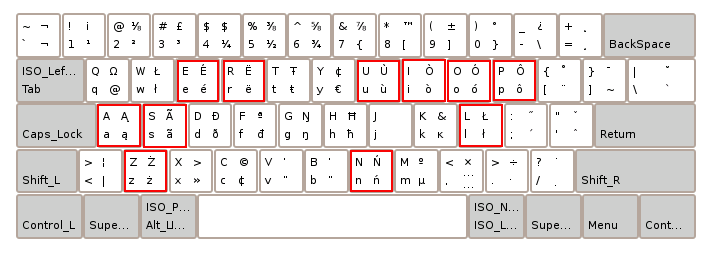
Kašubská klávesnice